# 48415 Dehio
48415 Dehio este un asteroid din centura principală, descoperit pe 21 august 1987, de Freimut Börngen.